# マイク・ブラツケ
マイク・ブラツケ（ドイツ語: Mike Bratzke、1973年-）は、旧東ドイツベルリン生まれの人物である。ドイツやイギリスのNGOに参加し、朝鮮民主主義人民共和国への渡航経過が多い。

## 北朝鮮での活動

### 1回目
- 活動(カップ・アナムーア)
  - 病院施設の「手術室」「洗面所」「トイレ」の設備改善案の立案、建築資材・援助物資の調達、施工
- 活動地域(カップ・アナムーア)
  - 黄海南道海州市
  - 新院郡
  - 載寧郡
- 活動(CAD)
  - 咸興市の小児病院の改修の監督
  - 咸鏡南道地域の幼稚園、孤児院を訪れ、援助物資の査察を行う
- 活動地域(CAD)
  - 咸鏡南道全域
  - 咸興市

### 2回目
- 活動
  - 医療援助物資の管理(22万トン=3道15都市へ)
  - 地方の病院施設の援助
  - 平安北道新義州市、義州郡での、必要物資の査定
- 咸鏡北道清津市金策市会寧市茂山郡で、必要物資の査察
- 活動地域
  - 黄海南道海州市(援助物資の届く地点)
  - 平安南道新義州市、義州郡の病院施設
  - 咸鏡北道清津市、金策市、会寧市、茂山郡の病院施設

### 3回目
- 活動
  - 朝鮮西海沿岸部の各孤児院、南浦特級(特別)市の南浦人民病院の援助
  - 平安南道でも同様
- 活動地域
  - 黄海南道
  - 南浦特別市
  - 平安南道
  - 平城市
  - 順川市
  - 北倉郡
  - 成川郡

### 4回目
- 活動
  - 平安北道雲山郡、平安北道球場郡の施設で援助
- 活動地域
  - 平安北道雲山郡
  - 平安北道球場郡

## 略歴
- 1973年 - 生誕
- 1989年 - ベルリンの壁崩壊を見る
- 1996年~1998年 - ベルリン・テクニカルカレッジで、建築関連の法律、設計を学ぶ
- 1998年 - 国家公認塗装技術者となる
- 1999年3月16日 - ドイツのNGOカップ・アナムーアのメンバーとして北朝鮮入り(1回目)
- 2000年6月 - イギリスのCADに移る。
- 2000年12月25日 - CADとの契約が終了し、帰国
- 2001年9月11日 - カップ・アナムーアの一員として再び北朝鮮入り
- 9月~11月 - 黄海南道海州市に滞在
- 12月 - 平安北道の新義州市と義州郡で、必要物資の査定
- 2002年1月 - 援助物資の査察のため、咸鏡北道の清津市、金策市、会寧市、茂山郡を訪問
- 3月 - カップアナムーアとの契約終了し、西アフリカのマリへ
- 2002年4月 - カップアナムーア側から半年の北朝鮮行きを打診され、3度目の訪朝。
- 4月~7月 - 黄海南道と平安南道を走り回り、各事業を締めくくる。
- 7月 - カップ・アナムーアの創立者ルパート・ノイデックと共に咸鏡北道入り。
- 8月 - 北朝鮮でのカウンターパートFDRC (水害対策委員会)との交渉が、暗礁に乗り上げ、共同作業が決裂。事業撤退を決定
- 9月 - 咸鏡北道清津市、金策市、茂山郡を再訪。白頭山に登る
- 10月 - 事業の撤退
- 10月5日 - 全プロジェクトを終了させ、ドイツへ帰国。
  - ドイツ帰国後から氏の経歴を示したNGOからのオファーが相次ぐ。
- 2002年10月 - 1997年から北朝鮮で活動し、平安北道でのプロジェクトスタッフを探していた、ドイツ世界飢餓援助からのオファーを受け、韓国ソウルでワークショップに参加。
  - 韓国訪問は初。
- 2002年11月 - 4度目の平壌直轄市入り。平安北道の雲山郡と球場郡で活動。
- 2003年5月 - ドイツ世界飢餓援助との契約が終了。帰国。

## 著書
- 北朝鮮「楽園」の残骸―ある東独青年が見た真実(マイク･ブラツケ著/川口マーン恵美訳) ISBN 9784794212412